# San Antonio Express-News
San Antonio Express-News — ежедневная газета, выпускаемая в Сан-Антонио, Техас. Обладает четвёртым крупнейшим тиражом в Техасе среди ежедневных газет (воскресный выпуск является третьим по тиражу в штате). Газета является одним из основных СМИ на юге Техаса, филиалы компании расположены в Остине, Браунсвилле, Ларедо и Мехико. Владельцами Express-News является Hearst Corporation.

## История
Первый номер газеты, имевшей тогда формат еженедельного таблоида, вышел в 1865 году под названием The San Antonio Express. К тому моменту в городе уже выпускалось несколько газет на разных языках. Однако, со временем, все остальные издания прекратили своё существование, оставив San Antonio Express единственной газетой в городе.
В декабре 1866, Express стал выпускаться ежедневно, а окончательный формат издание приобрело в начале 1870-х. Чехарда в управлении компанией едва не заставила прекратить выпуск газеты, однако в 1875 году новыми владельцами стала компания Express Printing Company и газета избежала закрытия. В 1878 году Express стал ежедневной утренней газетой.
В январе 1881 у издания появился конкурент, газета Evening Light, издаваемая Гиффородом и Джеймсом Ньюкомбом, одним из ранних инвесторов Express. Evening Light выходила в свет во второй половине дня, в противовес утреннему Express. В 1918 году владельцы Express запустили собственную вечернюю газету San Antonio Evening News. Вскоре между журналистами утренней и вечерней газет началось соперничество.
В 1922 году компания Express Publishing расширила свой бизнес, открыв первую радиостанцию в AM-диапазоне WOAI. Примерно в то же время, будущий владелец газеты, Уильям Рэндольф приобрёл газету-конкурента Light. Express Publishing продолжала расширяться, приобретя несколько радиостанций и телеканал, переименованный KENS-TV, аббревиатуру от K-Express News Station. В 1960-х годах компания Express Publishing была продана медиа бизнесу Harte Hanks.
В 1973 году австралийский магнат Руперт Мёрдок и его корпорация News Corporation приобрели Express и News. Мёрдок преобразовал News в формат таблоида, оставив Express в традиционном формате. Light был вынужден конкурировать с двумя разными форматами при росте затрат на выпуск вечерних газет.
В сентябре 1984 года произошло слияние Express и News в новое издание Express-News. Спустя некоторое время компания прекратила выпускать вечернюю газету. В то же время Light начал издавать утренние выпуски, однако проигрывала конкуренцию Express-News, принявшую более распространённый формат и вышедшей за пределы округа Бэр. В результате Express-News выиграла конкуренцию в Сан-Антонио. К 1992 году News Corp начала заниматься кино и телевидением и начала поиск покупателя для Express-News. Hearst Corporation, владелец Light, согласилась продать или закрыть газету для приобретения Express-News. Покупателя для Light не нашлось и в январе 1993 года газета была закрыта.
13 февраля 2016 года газета первой сообщила о смерти члена Верховного суда США Антонина Скалии.

## Награды
В 2004 году The Express-News выиграла первую награду от Texas Associated Press Managing Editors. The Express-News получила звание лучшей ежедневной газеты в большом городе, опередив конкурентов из Хьюстона, Далласа, Форт-Уэрта и Остина.
В 2016 году сайт газеты ExpressNews.com, получил награду EPPY Award от компании Editor & Publisher за цифровое повествование и рассказ о семье человека, борющегося с боковым амиотрофическим склерозом. В том же году сайт газеты получил высшую награду за лучший сайт National Headliner Awards.